# Fredrik Wilhelm Berg
Fredrik Wilhelm Berg, född 24 september 1829 i Piteå landsförsamling, död 18 januari 1904 i Kungsholms församling i Stockholm, var en svensk jägmästare.
Fredrik Wilhelm Berg var son till lantmätaren och läroverksläraren Abraham Berg och Anna Margareta Ottonius samt därigenom dotterson till Jonas Wilhelm Ottonius. Han blev student vid Uppsala universitet 1849, elev vid skogsinstitutet 1850 och utexaminerades därifrån 1853. Han var extra överjägare i Västmanlands län från 1854 och Norrbottens län från 1855, blev jägmästare i Gävleborgs län 1859 samt var förvaltare vid Hofors-Hammarbyverkens skogar 1861–1868. Han tillkallades att bidra vid upprättandet av förslag till nya instruktioner för skogs- och jägeristaten år 1861, 1869, 1884 och 1889 samt var ordförande i Torsåkers kommunalstämma 1865–1866 samt i Ovansjö kommunalstämma 1868–1869. År 1869 utsågs Berg till jägmästare i Gästriklands revir och tillförordnad skogsinspektör i första distriktet (Norrbotten). Åren 1873–1882 var han av skogsstyrelsen förordnad att undersöka möjligheten att inordningställa områdets vattendrag för flottning. År 1874 blev Berg tillförordnad skogsinspektör i Norrbottens distrikt. Han var ledamot av kommittén för ordnande av flottning i Torne och Muonio älvar 1878–1884. År 1880 blev Berg jägmästare för Finspångs revir, men han fortsatte att tjänstgöra som skogsinspektör, och var ordförande i kommittén för avgivande av yttrande över timmerbarkningens inflytande på flottat virke 1884 samt blev överjägmästare i Norrbottens distrikt. Berg var även ledamot av stadsfullmäktige i Piteå 1889–1892. Han erhöll avsked från överjägmästarbefattningen 1892. Berg blev riddare av Vasaorden 1873.
Berg var gift med Svea Cleophas (1832–1905), vilken var dotter till direktören Sven Jacob Cleophas och Maria Sofia Björlingson. Bland makarna Bergs barn märks diplomaten Eugène Berg (1860–1912), stationerad i London, Cardiff och Riga.